# Dis (album)
Pour les articles homonymes, voir Dis.
Albums de Jan Garbarek
Dansere
(1975) Places
(1978)
Dis est un album du saxophoniste Jan Garbarek et du guitariste Ralph Towner, paru en 1976 sur le label Edition of Contemporary Music. Le disque est enregistré en Décembre 1976 à Oslo par Jan Erik Kongshaug.

## Description
La pochette de l'album est une photographie de Franco Fontana, représentant une plage, la mer et le ciel, mais l'image est quasi monochrome, avec une couleur très pâle. Le design graphique de l'album est réalisé par Barbara Wojirsch.
La harpe éolienne dont joue Ralph Towner a été construite par le Norvégien Sverne Larssen, selon ses propres expérimentations et intuitions. L'album comprend également des enregistrements de vent, qui ont été enregistrés par l'ingénieur du son Jan Erik Kongshaug sur la côte sud de la Norvège. L'endroit est particulièrement propice à cause de la présence de vent en continu, en provenance de la mer du Nord.

### Musiciens
- Jan Garbarek - saxophone ténor, saxophone soprano, flûte
- Ralph Towner - guitare classique, guitare à douze cordes, Harpe éolienne

### Titres
| No | Titre    | Durée |
| -- | -------- | ----- |
| 1. | Vandrere | 13:36 |
| 2. | Krusning | 5:35  |
| 3. | Viddene  | 5:35  |
| 4. | Skygger  | 10:06 |
| 5. | Yr       | 5:54  |
| 6. | Dis      | 7:50  |

### Style
Dis est la seconde collaboration entre Ralph Towner et Jan Garbarek, qui ont enregistré en quartet avec Eberhard Weber et Jon Christensen l'album Solstice en 1974. Dis est très différent de cette première collaboration, et est selon Garbarek, le début d'un nouvel axe de travail, où Garbarek est peu directif et laisse beaucoup d'espace à l'improvisation.
À l'époque de l'enregistrement de Dis, Garbarek s'intéresse aux haiku, et est depuis longtemps attentif aux sonorités de la flûte japonaise shakuhachi, ainsi qu'au travail du compositeur japonais Toru Takemitsu. Ces influences ont été soulignées par l'universitaire Michael Tucker, qui soutient que Dis peut s'écouter comme un complément du haïku La Sente étroite du Bout-du-Monde de Bashō Matsuo.
Outre cette possible influence japonaise, c'est essentiellement une influence nordique qui est évoquée dans l'album. Pour Tucker, Dis est même l'album, plus qu'aucun autre, qui fait ressortir l'influence nordique.

## Réception critique
Dis est le premier album de Jan Garbarek à être sévèrement critiqué. Ces critiques s'adressent d'ailleurs également à sa maison de disques, ECM, accusée de favoriser le jazz contemporain « d'atmosphère ». Les critiques portent essentiellement sur le fait que l'album cherche à créer des climats exotiques, des ambiances, et accusent Garbarek de « favoriser la manière sur la matière ».
Les critiques sont toutefois divisées, et une bonne partie sont favorables à Dis.